# Philipp Jacob von Gülich

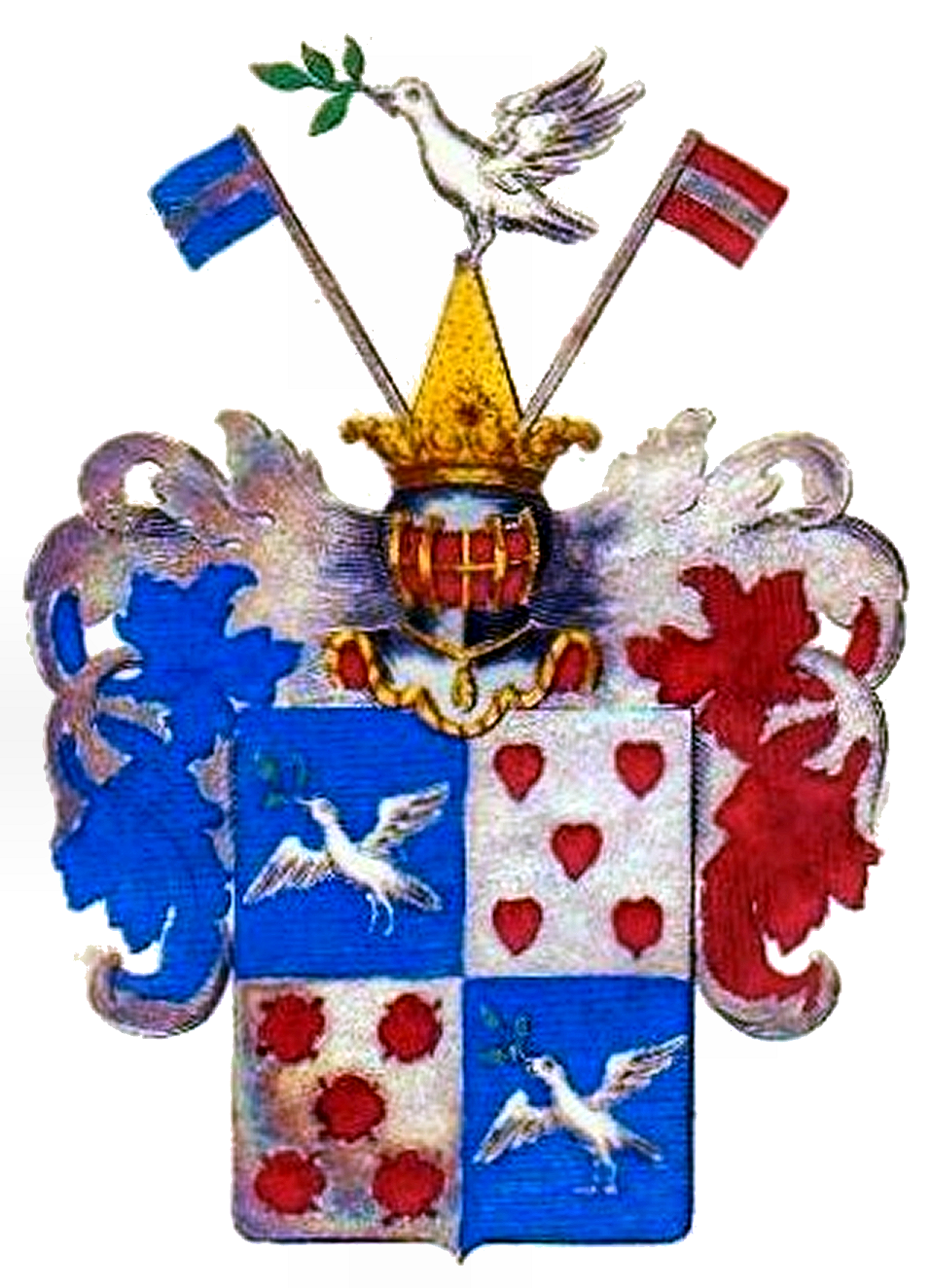
Das 1799 erhaltene Wappen im Mecklenburgischen Wappenbuch (1837) von Johann Gottfried Tiedemann und Gottlieb Matthias Carl Masch

Philipp Jacob von Gülich (* 18. März 1777 in Wetzlar; † 30. November 1843 in Rostock) war ein deutscher Jurist.

## Leben
Philipp Jacob von Gülich stammte aus einer Juristenfamilie, die als eine Prokuratoren-Dynastie seit Generationen mit dem Reichskammergericht verbunden war. Sein Vater Johann Philipp Gottfried von Gülich (1729–1801) war Prokurator am Reichskammergericht in Wetzlar. Er erhielt 1799 für sich und seine Nachkommen die Erhebung in den Reichsadelsstand. 
Seit seinem siebten Lebensjahr besuchte Philipp Jacob von Gülich die Hohe Karlsschule in Stuttgart, die er 1794 abschloss. Er studierte Rechtswissenschaften an den Universitäten Marburg und Göttingen und wurde 1798 an der Universität Bamberg zum Lizentiaten der Rechte promoviert.
Im selben Jahr wurde er Kaiserlicher Reichskammeradvokat in Wetzlar und 1801 als Prokurator am Reichskammergericht zugelassen. Gleichzeitig ernannte ihn Herzog Friedrich Franz I. von Mecklenburg-Schwerin zu seinem Agenten am Reichskammergericht; 1806 verlieh er ihm den Titel Geheimer Hofrat.
Der spätere Präsident der ersten Kammer des Herzogtums Nassau, Freiherr Hans Carl von Zwierlein, wurde 1801, noch als Prokurator am Reichskammergericht, sein Schwager. Dessen 1802 geborener Sohn Hans Constantin von Zwierlein, 1857 bis 1858 Präsident der ersten Kammer des Herzogtums Nassau, war Philipp Jacob von Gülichs Neffe.
Nach der Auflösung des Reichskammergerichts 1806 wurde Gülich 1807 als Justizrat an die Herzoglich Mecklenburgische Justizkanzlei in Schwerin übernommen. Der Verdacht, dass er seine Anstellung auf Kosten des mecklenburgischen Anteils am Kammerzieler gesucht habe, der nach Auflösung des Gerichts zur Deckung der Pensionszahlungen allein für die Richter diente, sorgte für eine intensive und auch öffentlich geführte Auseinandersetzung insbesondere mit dem aus Mecklenburg stammenden Karl Albert von Kamptz. In ihrem Verlauf verunglimpfte ihn Franz Joseph von Stein zu Lausnitz als den langen Gülich, dessen Function im Spazierengehen auf dem Stoppelberg bestanden habe. Die publizistische Kontroverse weitete sich zum Ehrkonflikt aus, tat aber der Karriere von Gülichs in Mecklenburg keinen Abbruch, da es den ehemaligen Richtern auch nicht mehr gelang, als Korporation gegen ihn vorzugehen.
1818 wurde Gülich zum Vize-Direktor und 1820 zum Direktor der Justizkanzlei in Rostock bestellt, was er bis an sein Lebensende blieb. 1830 erfolgte daneben die Berufung zum Direktor und juristischen Mitglied der Obermedizinalkommission in Rostock. 1823 wurde er in die mecklenburgische Ritterschaft aufgenommen.
Zum dreihundertsten Jubiläum der Confessio Augustana verlieh ihm die Universität Rostock 1830 die Ehrendoktorwürde.
Seit 1816 war er verheiratet mit einer geborenen von Flotow. Das Paar hatte vier Kinder.

## Korrespondenz
Sieben Briefe von Gülichs an Friedrich Carl von Savigny, der in Marburg sein Kommilitone gewesen war, aus den Jahren 1797 bis 1800 werden in der Universitätsbibliothek Marburg verwahrt.

## Schriften
- Ueber das Regredient-Erbrecht. 1800
- Die der hohen Domkirche zu Hildesheim zustehenden Meyerdinge in ihren ehemaligen und gegenwärtigen rechtlichen Verhältnissen. 1802
- Historisch-juridische Abhandlung über die Meyerdinge des nördlichen Deutschlands, insbesondere des Hochstifts Hildesheim. Gießen: Heyer 1802: (Digitalisat), Bayerische Staatsbibliothek
- Promemoria in Sachen Bürgermeisters und Raths der Stadt Rostock wider des Herrn Herzogs von Mecklenburg-Schwerin. 1803